# 蔣玉堃
蔣玉堃（1913年—1986年），浙江杭州人，中國武術家，楊氏太極拳傳人。

## 生平
出生於杭州。因父親去世，從小在舅父蒋露生家裡長大，7歲時就隨舅父習武。1926年，時年14歲的他到杭州城隍山拜韓慶堂为师；同時又隨查瑞龙学习举石担、石担打花等。1929年，拜太极拳家黄元秀为师。後又拜自然門傳人杜心五為師。1930年，进入浙江省国术馆拜楊氏太極拳傳人杨澄甫為師。
1933年考入南京中央国术馆。曾隨黄柏年学习形意拳械、隨姜容樵学习八卦掌、隨龚润田学习杨班侯小功架太极拳。1935年畢業，被派往汕头教拳。
在抗日戰爭爆發之後，他回到上海居住。中華人民共和國建國後，移居北京市。1975年，被国家体委聘為全国武术辅导员集训队教练。

## 著作
编写有《杨家太极各艺要义》、《杨式大架太极拳》、《杨班侯小功架太极拳》等書。